# Rocky Bushiri
Rocky Bushiri Kisonga (* 30. November 1999 in Duffel) ist ein belgisch-kongolesischer Fußballspieler. Er steht seit 2022 bei Hibernian Edinburgh unter Vertrag.

## Karriere

### Verein
Rocky Kisonga, ein gelernter Innenverteidiger, begann mit dem Fußballspielen bei VC Eendracht Mazenzele in Opwijk in der Provinz Flämisch-Brabant. 2014 wechselte er von dort in den Nachwuchs des KV Ostende. Am 9. Dezember 2017 gab Bushiri beim 0:1 im Heimspiel am 18. Spieltag gegen KV Mechelen als 18-Jähriger sein Debüt in der ersten belgischen Liga. In dieser Saison kam er unregelmäßig zum Einsatz. Im August 2018 wurde Rocky Bushiri an die KAS Eupen verliehen, wo er sich einen Stammplatz in der Innenverteidigung. Anstatt nach Ostende zurückzukehren, schloss er sich Anfang Juli 2019 in der Premier League dem Aufsteiger Norwich City an. Wenige Wochen später, wurde Bushiri an den FC Blackpool verliehen, wo er allerdings zu lediglich vier Punktspieleinsätzen kam. Nach einem halben Jahr wurde der Leihvertrag wieder aufgelöst und Rocky Bushiri wurde in sein Geburtsland an VV St. Truiden verliehen. Im Rest der Saison 2019/21 bis zu deren Abbruch aufgrund der COVID-19-Pandemie bestritt Bushiri sieben von acht möglichen Spielen für St. Truiden. Nur bei einem Spiel musste er aufgrund einer Sperre nach einer gelb-roten Karte pausieren. 
Mit Ende der Saison kehrte er zunächst nach Norwich zurück. Es wurde dann für die Saison 2020/21 eine neue Ausleihe nach Belgien, diesmal zum Ligakonkurrenten KV Mechelen vereinbart. Ende Januar 2021 wurde diese Ausleihe vorzeitig beendet, nachdem Bushiri seit Anfang Oktober 2020 nur noch bei zwei Spielen für Mechelen auf dem Platz stand, und es wurde eine neue Ausleihe bis zum Ende der Saison 2020/21 zur KAS Eupen vereinbart. Mitte Juni 2021 erklärte die KAS Eupen, dass sie die Ausleihe nicht verlängere. Nach seiner Rückkehr spielte er in der Hinrunde der neuen Saison zwei Partien für die U-23-Mannschaft von Norwich und wurde dann im Januar 2022 weiter an den schottischen Erstligisten Hibernian Edinburgh verliehen, der ihn später fest verpflichtete.

### Nationalmannschaft
Rocky Bushiri absolvierte 2017 zwei Spiele für die belgische U19-Nationalmannschaft. Am 11. Oktober 2018 lief er dann beim 1:0-Sieg im Testspiel in Reggio Emilia gegen Italien erstmals für die U21-Elf auf. Insgesamt kam er hier bis zur letzten Nominierung im November 2019 auf sieben Partien, ein Tor gelang ihm dabei aber nicht.
Im September 2023 debütierte Bushiri in der Nationalmannschaft der Demokratischen Republik Kongo. Mit der Mannschaft nahm er am Afrika-Cup 2024 teil und belegte dort den vierten Platz, jedoch ohne selbst beim Turnier eingesetzt zu werden.